# Max Nekut
Maximilian „Max“ Nekut (* 9. April 1883 in Wien; † 22. August 1961 ebenda) war ein österreichischer Theater- und Filmkünstler. Ursprünglich als Schauspieler und Sänger an der Bühne aktiv, wirkte er später auch in diversen anderen Berufen, vor allem als Kameramann beim Film.

## Leben und Wirken
Der Sohn eines Briefträgers hatte seit seinem Bühneneinstand im slowenischen Marburg (1901) auf der Bühne gestanden und bald auch seine Heimatstadt Wien erreicht, wo er einer Verpflichtung ans Jantsch-Theater nachkam. Anschließend ging er für kurze Zeit in die k.u.k.-Provinz (zuletzt in der Spielzeit 1906/1907 ans Stadttheater Teplitz-Schönau). Seit 1907 wieder in der österreichischen Hauptstadt wohnend, setzte Nekut als Schauspieler bzw. Sänger bis zum Ersten Weltkrieg seine Arbeit an dortigen Bühnen wie dem Theater an der Wien, dem Raimundtheater und dem Apollo-Varieté-Theater fort. 1909 ging er vorübergehend nach Berlin und spielte dort unter Max Reinhardt Theater. Großen Erfolg feierte Nekut 1912 mit seinem König Menelaus in Reinhardts „Die schöne Helena“.
Daraufhin wurde er im darauf folgenden Jahr für den aus der Antike wiederauferstandenen Griechenkönig in Hans Otto Löwensteins König Menelaus im Kino verpflichtet. Mit der Titelrolle in dieser Filmposse gab Max Nekut seinen Einstand vor der Kamera. Fortan war der Wiener in den verschiedensten Funktionen für die zumeist österreichische Kinematographie tätig. Er wirkte für die Mondial-Film und die Sascha-Film als Darsteller, Regieassistent und Kameramann (dort mehrfach unter bzw. mit seinem Lehrmeister Gustav Ucicky), schließlich (im Tonfilm) auch als Synchronregisseur und Aufnahmeleiter. Nach 1932 war Nekut filmisch kaum mehr tätig. Während des Zweiten Weltkriegs in der Schweiz ansässig, holte ihn sein Wiener Landsmann Leopold Lindtberg 1940 bzw. 1946 für die Synchronregie zwei seiner Inszenierungen zum Film zurück. Wieder daheim in Österreich, war Nekut lediglich 1952 nachweislich in der Zelluloidbranche tätig, als er als einer von zwei Aufnahmeleitern an Wolfgang Liebeneiners zeitkritischer Satire 1. April 2000 teilnahm.
Über Nekuts weiteren Lebensweg ist kaum etwas bekannt. Noch 1960 ist er mit Wohnadresse in Wien-Hadersdorf weiterhin in der österreichischen Hauptstadt nachweisbar. Er starb am 22. August 1961 in Wien-Favoriten.

## Familiäres
Max Nekut hatte einen knapp drei Jahre älteren Bruder namens Heinrich Johann. Max Nekuts Kinder hießen Erich, Maxim und Oskar Nekut; letztgenannter, 1910 in Wien geboren, arbeitete als Tonmeister beim österreichischen Film (u. a. 1953 bei Die letzte Brücke).

## Filmografie
- 1913: König Menelaus im Kino (Darsteller; Titelrolle)
- 1919: Die Dame mit dem schwarzen Handschuh (Kameraassistent)
- 1920: Narr und Tod (Kamera)
- 1921: Der Findling des Glücks (Kamera)
- 1921: Das Geheimnis der Nacht (Kamera)
- 1921: Gewitter im Anzug (Kamera)
- 1921: Tragödie eines Häßlichen (Kamera)
- 1922: Sodom und Gomorrha (technische Mitarbeit)
- 1924: Die Sklavenkönigin (Kamera)
- 1924: Die Puppen des Maharadscha (Kamera)
- 1925: Ein Walzer von Strauß (Darsteller)
- 1925: Das Spielzeug von Paris (Kamera)
- 1928: Das Geheimnis der Villa Saxenburg (Die weiße Sonate) (Kamera)
- 1929: Champagner (Kamera)
- 1929: Hingabe (Kamera)
- 1929: Revolution der Jugend (Kamera)
- 1929: Vater Radetzky (Kamera)
- 1930: Stürmisch die Nacht (Kamera)
- 1931: Purpur und waschblau (Darsteller)
- 1932: Lumpenkavaliere (Kamera)
- 1932: Hochzeitsreise zu dritt (Kamera, auch bei franz. Vers.: Voyage de noces)
- 1935: Episode (Aufnahmeleitung)
- 1936: Silhouetten (Regieassistent)
- 1939: Das Glück wohnt nebenan (Regieassistent)
- 1940: Die mißbrauchten Liebesbriefe (Synchronregie)
- 1947: § 51 –  Seelenarzt Dr. Laduner (Matto regiert) (Synchronregie)
- 1952: 1. April 2000 (Aufnahmeleitung)